# Abadia de Whitby
Whitby, coneguda en el període anglosaxó com Streoneshalh, va ser fundada l'any 657. Fou una abadia benedictina en ruïnes situada junt a la vora del mar del Nord al penya-segat oriental per damunt de Whitby a North Yorkshire, Anglaterra. Va ser abandonada durant la dissolució dels monestirs ordenada pel rei Enric VIII. És un monument classificat de grau I de l'English Heritage.

## Període anglosaxó

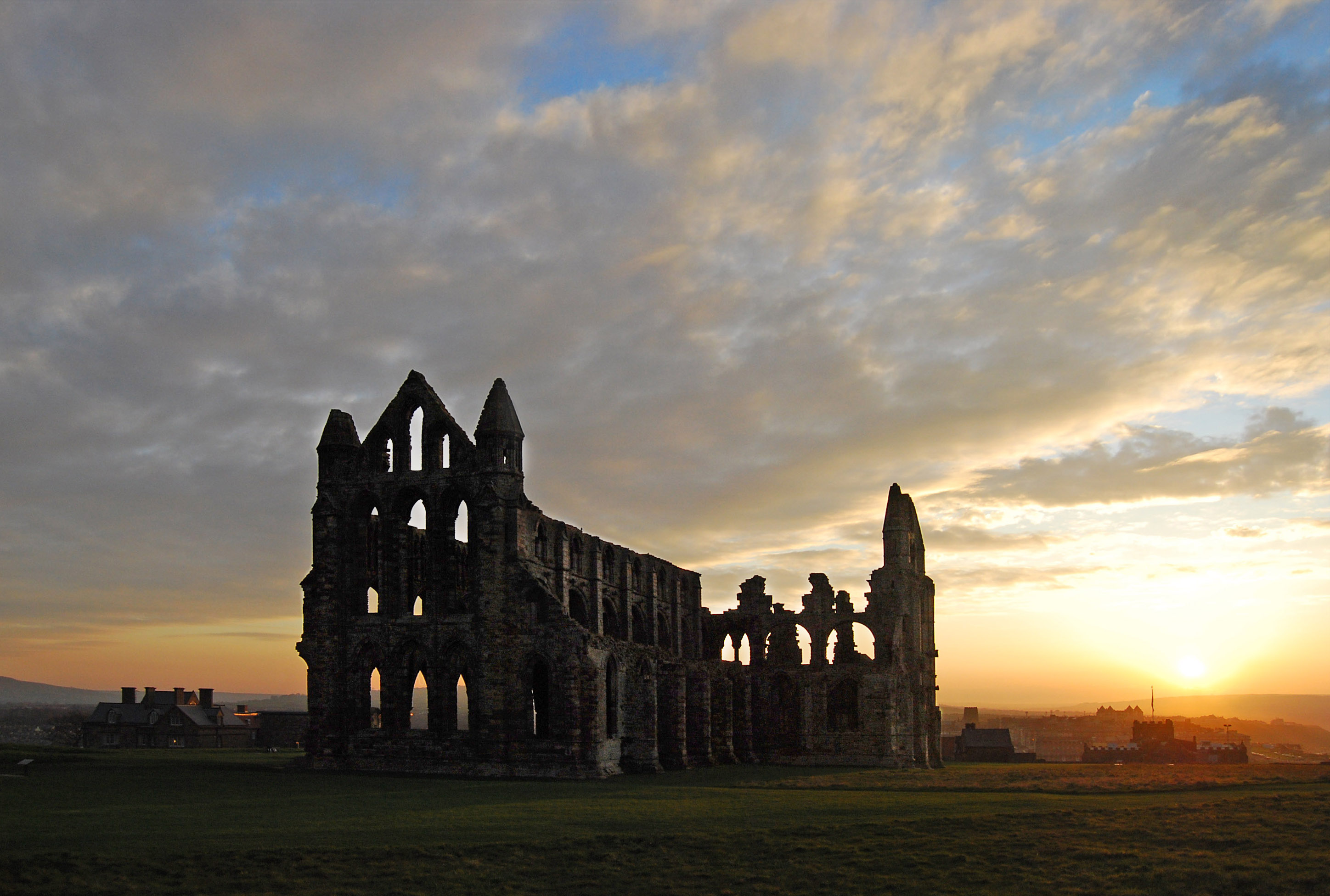
L'abadia de Whitby durant una posta de sol.

El primer monestir va ser fundat en l'any 657 pel rei de Northumbria, l'anglosaxó Oswiu amb el nom d'Streoneshalh (antic nom de Whitby). El rei va nomenar la dama Hilda, abadessa de Hartlepool i neboda d'Edwin, primer rei cristià de Northumbria, com primera abadessa. El nom Streoneshalh es creu que significava abadia fortificada o abadia de la torre amb referència a un suposat assentament romà que existia prèviament al lloc, encara que mai no s'ha demostrat aquesta afirmació i s'han proposat teories alternatives, com que el nom signifiqui assentament d'Streona, amb referència a Eadric Streona, però és improbable, ja que Streona va morir el 1017 i la denominació d'Streoneshalh va ser molt anterior.
L'abadia va ser creada com cohospitae o monestir doble, amb monjos i monges de cristianisme cèltic sota el comandament d'una única abadessa, com era costum entre els assentaments cèltics. Va ser la llar del gran poeta del regne de Northumbria Caedmon. L'any 664 va tenir lloc a l'abadia el sínode de Whitby, en el que rei Oswio va dictaminar que l'Església de Northumbria adoptaria el càlcul romà de la Pasqua de Resurrecció i la tonsura monàstica romana, a la coroneta, en lloc de la celta, en el front d'orella a orella. Aquest sínode va marcar el començament del final de la influència de l'Església cèltica i de l'abadia d'Iona en el regne i, per extensió, a Gran Bretanya, a favor dels costums romans.
Streoneshalch va ser atacat per pirates danesos en successives incursions d'Ivar el Desossat i Ubbe entre 867 i 870 i el lloc va romandre desolat durant més de 200 anys. L'existència d'un Prestebi, o morada dels sacerdots en nòrdic antic, en el recompte eclesiàstic del Domesday Book pot assenyalar que hi va haver una certa reactivació de la vida religiosa després de la destrucció danesa. L'antic monestir que posteriorment es donaria a Reinfrid estava compost per unes 40 ruïnes monasteria vel oratòria, similars a les ruïnes monàstiques irlandeses, amb nombroses capelles i cel·les.

## Reorganització

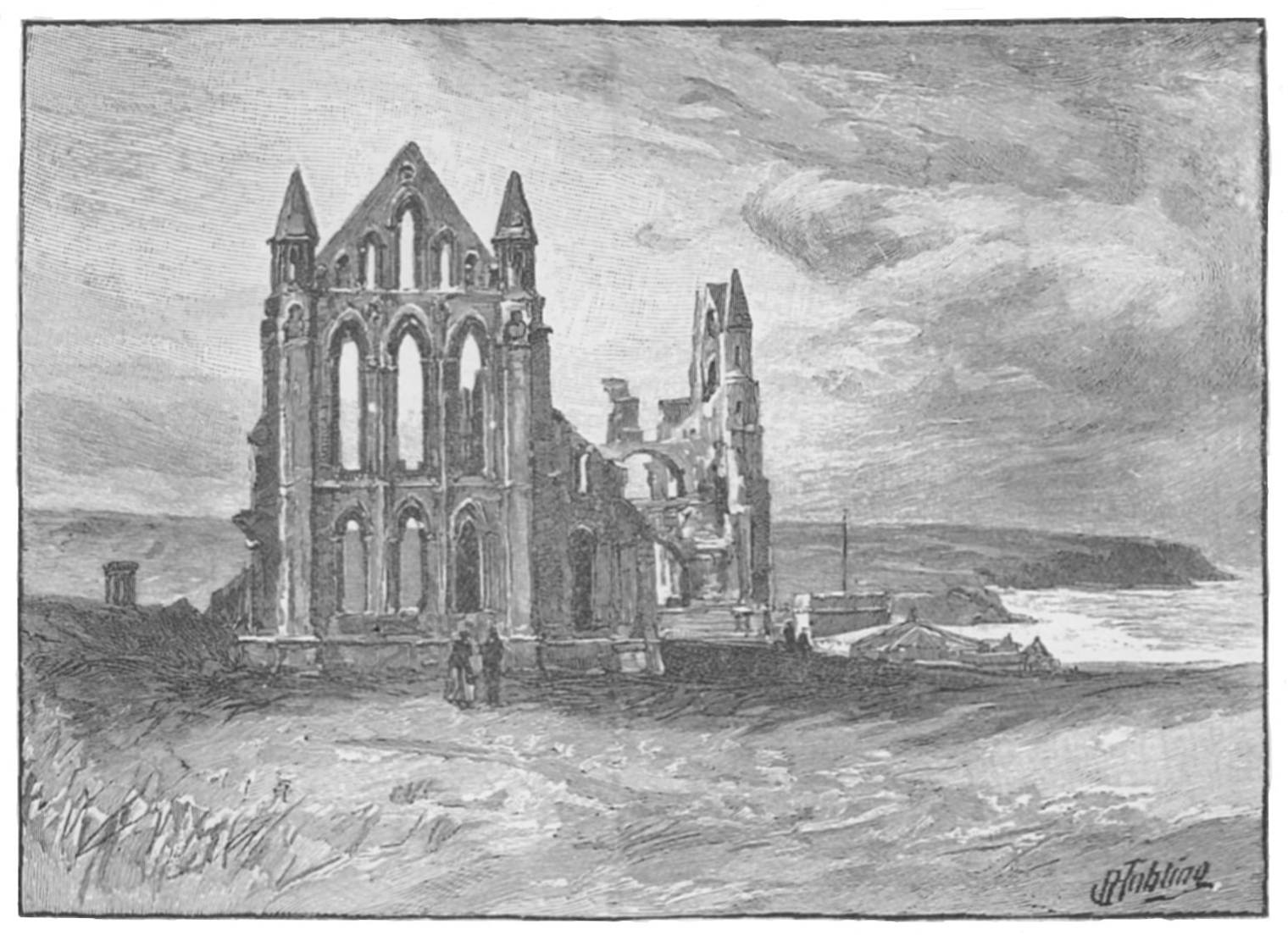
Il·lustració de les ruïnes de l'abadia de Whitby.

Reinfrid, un soldat de [Guillem el conqueridor, es va convertir en monjo després de la conquesta normanda d'Anglaterra i va viatjar a Streoneshalh, que aleshores era conegut com a Prestebi o Hwitebi -"assentament blanc" en nòrdic antic- i va demanar a William de Percy permís per habitar les ruïnes del monestir cèltic. El baró no solament li va atorgar l'abadia, sinó també dos «carucatos» de terra i mitjans per a la seva reconstrucció i manutenció. Serlo de Percy, germà del fundador, es va unir a Reinfrid en el nou priorat sota l'advocació de sant Pere i santa Hilda de Whitby, dependent de l'abadia de Fountains i on se seguia la regla de sant Benet.
La donació original de William de Percy no només incloïa el monestir de Sant Pere a Streoneshalch, sinó també la ciutat i el port de Whitby amb la seva església parroquial de Santa Maria i sis capelles dependents a Fyling, Hawsker, Sneaton, Ugglebarnby, Dunsley i Aislaby, cinc molins, el poble de Hackness amb dos molins i l'església parroquial de Santa Maria, a més a més de l'Església de Sant Pere a Hackness «a on els nostres monjos van servir a Déu, va morir i van ser enterrats» i diversos altres regals enumerats en el memorial del llibre de l'abat.
El primer prior des de la reorganització radical, Reinfrid, va governar durant molts anys i va morir accidentalment, sent enterrat a Sant Pere a Hackness. El va succeir com a prior Serlo de Percy.

## Dissolució
El segon monestir va durar fins que va ser destruïda per mandat de Enric VIII d'Anglaterra el 1540, durant la dissolució dels monestirs. Els edificis de l'abadia van quedar en ruïnes i van servir com mina de pedra, però va continuar sent una fita important per als navegants i va ajudar a inspirar l'escenari de l'abadia de Whitby en el llibre Dràcula de Bram Stoker, que es desenvolupa a Whitby, entre d'altres llocs. Les ruïnes són ara propietat de l'English Heritage, que és també l'estament encarregat del seu manteniment.

El 1914 l'abadia de Whitby va ser bombardejada pels creuers de batalla alemanys Von der Tann' i Derfflinger, amb l'objectiu de destruir el lloc de senyals de l'extrem del cap. Scarborough i Hartlepool també van ser atacats. L'abadia va patir danys considerables durant l'atac, que va durar deu minuts.